# Jakob Friedrich Reiff

Jakob Friedrich Reiff

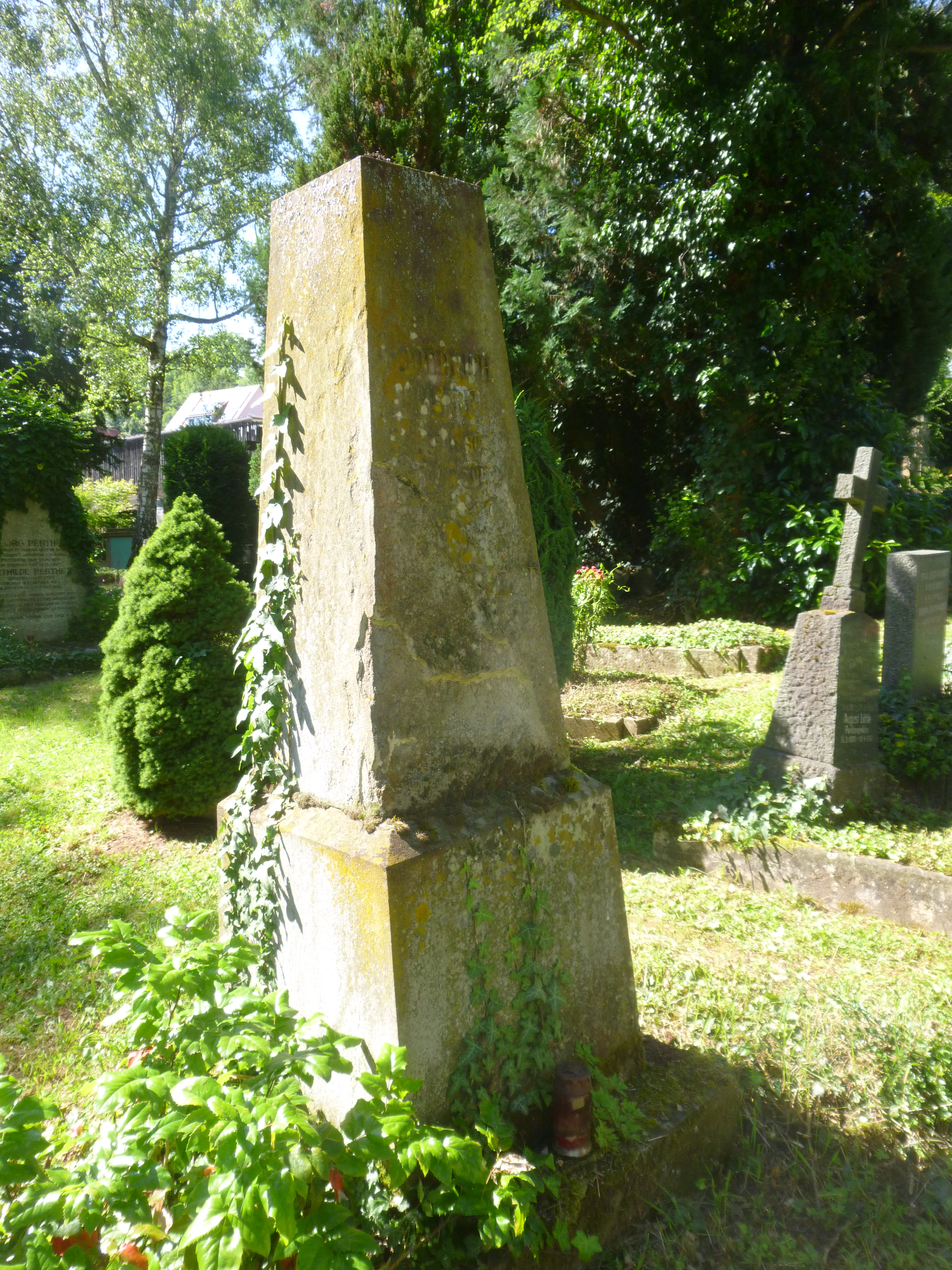
Grab

Jakob Friedrich von Reiff (* 23. Dezember 1810 in Vaihingen an der Enz; † 6. Juli 1879 in Tübingen) war ein deutscher Philosoph.

## Leben
Reiff besuchte 1828–33 das evangelische Tübinger Stift und studierte Theologie (u. a. beim Haupt der Tübinger Schule, Ferdinand Christian Baur) und Philosophie. Er begann, ähnlich wie vor ihm David Friedrich Strauss, bereits als Repetent am Tübinger Stift seine philosophischen Vorlesungen und setzte diese seit 1840 als Privatdozent an der Universität Tübingen fort. In Tübingen wurde er 1844 zum außerordentlichen, 1855 zum ordentlichen Professor ernannt. 1863 bis 1864 fungierte er als Rektor der Universität Tübingen; die Emeritierung erfolgte 1877. Sein Grab befindet sich auf dem Stadtfriedhof Tübingen.
Jakob Friedrich Reiff ist der Vater des Mathematikers und Physikers Richard Reiff sowie zweifacher Schwiegervater des Lindauer Arztes und Ehrenbürgers Karl Bever.

## Philosophie
Reiff ging zunächst von der damals dominierenden Philosophie Hegels aus, gelangte aber bald über eine Kritik an Hegels absoluten Idealismus zu seinem eigenen philosophischen Standpunkt.
Am Hegel’schen System bemängelte er einerseits den Logizismus, mit dem sich keine genuin praktische Philosophie verbinden ließe, andererseits den absoluten Standpunkt, der die Grenzen des endlichen Ichs missachtete. Er näherte er sich dabei dem transzendental-kritischen Standpunkt der Wissenschaftslehre Johann Gottlieb Fichtes und gab wieder der praktischen Vernunft über die theoretische und den Willensbestimmungen über die logischen Kategorien den Primat.
Zugleich sah Reiff in Hegels System einen Dualismus, den er als Ursache für den Zerfall der Hegelschule in Links- und Rechtshegelianismus diagnostizierte. So fasste Reiff es als seine Aufgabe auf, mit diesem Dualismus auch beide Zerfallstendenzen in einer letzten Synthese (der letzten, zu welcher der deutsche Idealismus gelangte) zu versöhnen.
Diese Synthese unternahm Reiff, auf dem genannten ethisch-kritischen Standpunkt, den er mit den logischen Errungenschaften Hegels verband, in seinem Hauptwerk, dem 'System der Willensbestimmungen' (1842).
Zu Reiffs Schülern zählen Hans Vaihinger (Philosophie des Als Ob), Christoph von Sigwart (Logik), Albert Schwegler, Karl Christian Planck ('Die Weltalter'), Ludwig Noack (1846–48 Herausgeber der 'Spekulativen Jahrbücher'), Karl Theodor Bayrhoffer, Julius Bahnsen und der finnische 'Nationalphilosoph' Johan Vilhelm Snellman. In zeitgenössischen Urteilen wurde die Bedeutung der Philosophie Reiffs hoch eingeschätzt; Planck etwa bezeichnet sie als eine „zweite kantische Kritik in höherer Instanz“, nach Heinrich Schwarz ist sie „wie das Walten titanischer Kräfte aufgetreten und hat den Morgen einer neuen Epoche des geistigen Lebens verkündet.“ Die kurze Wirkungszeit bis zur Märzrevolution von 1848, mit der das Interesse der Öffentlichkeit am Idealismus erlosch, hat allerdings eine breitere Wirkung der Reiff'schen Philosophie verhindert. Sein zweibändiges 'Neues System der Philosophie' (1850) zog Reiff von der Publikation zurück; es gilt als verschollen. Seit die Früh- und Spätphase des Deutschen Idealismus vermehrt ins Zentrum der Aufmerksamkeit gerückt ist, wird auch Reiffs Philosophie wieder stärker rezipiert.

## Nobilitierung
1874 wurde ihm das Ritterkreuz 1. Klasse des  Ordens der Württembergischen Krone verliehen, womit der persönliche Adelstitel verbunden war.

## Schriften (Auswahl)
- Über das Verhältnis von Philosophie und Religion, mit der Beurtheilung der hauptsächlichsten gegenwärtigen Formen desselben (1839)
- Der Anfang der Philosophie, mit einer Grundlegung der Enzyklopädie der philosophischen Wissenschaften (Stuttgart 1840)
- Das System der Willensbestimmungen (Tübingen 1842)
- Über einige wichtige Punkte in der Philosophie (Tübingen 1843)
- Über das Prinzip der Philosophie und die Idee des Systems der Willensbestimmungen (1846)
- Über den Spinozismus in der Kantischen Philosophie (1856)
- Über die Hegel'sche Dialektik (Tübingen 1866)